# Панський стан

Герб земель Богемської корони

Панський стан (чеськ. Panský stav, нім. Herrenstand) — стан вищого шляхетства в Чехії, Речі Посполитій (Польщі, Україні, Литві, Білорусі) та Угорщині, що складався з панів, членів панських родів. 
До середини XVII століття був частиною суспільної системи (станів) в Богемії, і водночас статусом вищої аристократії. Завдяки своєму титулу пана, згідно з державним законодавством, він виділявся серед решти представників титулованої знаті слов'янських земель у Священній Римській імперії.

Відповідало стану лордів, володарів (Domini), баронів, магнатів (magnates). Після нього нижче стояла шляхта та лицарство. 

## Історія
Панський стан або панство було станом вищої аристократії в Чехії, Польщі, Україні, Угорщині, Словаччині та інших землях, що складався з панів, членів панських родів. У Богемії початки панського стану сягають 12 століття, коли власники великих маєтків, нащадки колишніх племінних правителів, вождів, князів, жупанів та найвищі урядники та намісники, були виділені з середовища іншої шляхти відповідно до великого розміру їх власності та давності й знатності роду. 
Проте ніщо не заважало шляхтичу (або іншому наближеному до монарха) придбати або заслужити великий маєток чи високу посаду та стати паном. Пани під час військових походів мали окремі загони і йшли на війну під своїми прапорами (хоругвами). У 14 столітті панський стан юридично закривався, а в 1501 році було офіційно прийнято, що інші пани повинні погоджуватися на підвищення шляхтича до панського стану. Зазвичай такий титул був спадковий, а феодали приносили присягу на вірність суверену - монарху.

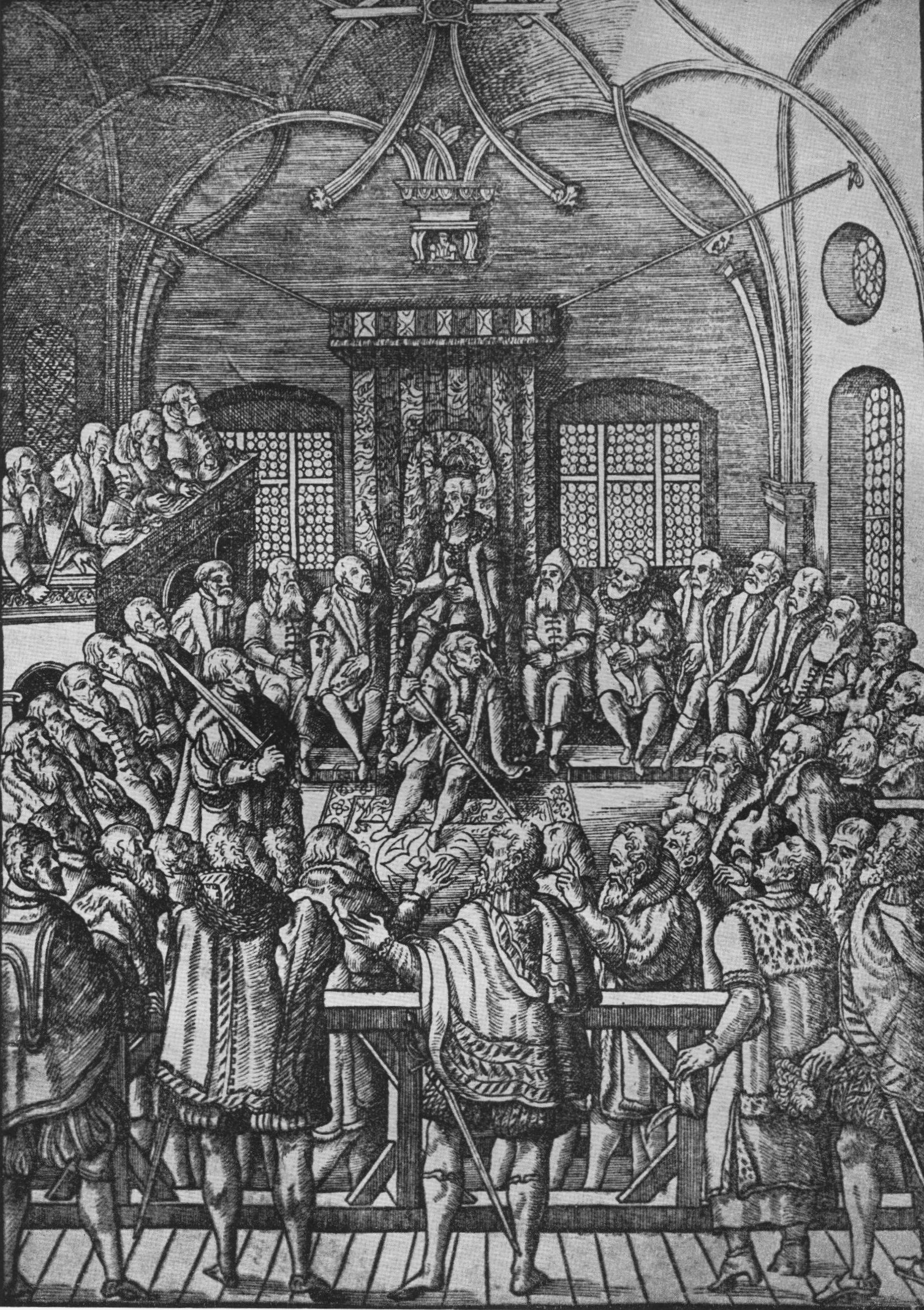
Богемський парламент 1564 року, за правління Максиміліана II

Вже у письмових джерелах 9-10 століть у Богемії та Моравії фігурує група заможних людей, яку історики описують як магнатську аристократію. Як правило, вони намагалася зберегти своє ексклюзивне становище, забороняючи шлюби з людьми нижчого стану. З часом деякі з цих магнатів та інших здібних людей спромоглися зайняти важливі посади в оточенні правителя або в адміністрації королівства. 
З рубежу 11-12 століть правитель давав своїм прихильникам майно і привілеї за вірність монарху, корисність служби, хоробрість і відвагу. Походження знатних батьків не обов’язково мало бути основною характеристикою пана. Особисте багатство та влада більше сприяли вирізненню людей з-поміж інших груп населення, ніж шляхетне походження. Ці впливові та багаті люди на службі короля оточили себе свитою, яка мала допомогти їм утвердити свою владу та інтереси в областях, які суверен призначив їм як сферу впливу за вірну службу. У пізніші часи саме з цього менш впливового і менш заможного класу виросло майбутня нижча шляхта. 
Хоча система престолонаслідування існувала в династії Пршемисловичів із середини XI століття, численні міжусобні змагання за Празький престол призвели до збільшення ролі порівняно невеликої групи Богемських магнатів, які мали право голосу. Також важливу роль відігравала дружина (військо) Пржемисловичів, провідні члени якої з 10 століття ставали князівськими чиновниками й отримували частину державного доходу. Ці вельможі та пани також поступово набирали значення в державному управлінні, перетворюючись на великих землевласників.
Старе офіційне панство ставали феодалами-землевласниками. У результаті правителям Богемії довелося спиратись на них, як на основу своєї влади. Князь Конрад III (правив з 1189 р.) надав панам повну спадковість їхніх прав і преференцій. 
Спадковий характер володіння маєтками призвів до того, що з 13 століття відбулася більша територіалізація знаті, яка була пов'язана не тільки з перебудовою відносин власності всередині країни, але й із утвердженням загальноєвропейських стандартів лицарської культури, особливо у формі приватних резиденцій: замків, фортець, палаців. 

Подальшій інституціоналізації панського співправління в країні сприяв період безвладдя після смерті короля Пршемисла Отакара II у 1278 році, коли пани вперше виходять на сцену як основний політичний фактор. Що призвело до збільшення прав панів та зменшення впливу короля та централізації держави.
Фактична владно-політична вага панів стала очевидною після вимирання династії Пшемисловичів у 1306 р. Лідери регіональної громади не лише здійснили реальні вибори короля, але й поставили власні вимоги у вигляді виборчих капітулій. У своїй умовах на виборах у 1311 році король Ян І був змушений визнати вплив місцевих панів та піти на великі поступки.
Протягом 14—15 століть пани все більше відокремлювалися від решти населення. Знатне походження, тобто походження панів, дедалі більше ставало вирішальним доказом аристократичного статусу.
Першими причинами юридично кодифікованого внутрішнього поділу аристократії на вищий (пан) і нижчий (лицарі) класи були боротьба часу Гуситських воєн. Під час тривалого конфлікту два класи шляхти почали замикатися та зводити між собою правові та політичні бар’єри. Під час Гуситських воєн вищому панству вдалося обмежити владу монарха. На початку Гуситських воєн у Богемії та Моравії нижча шляхта налічувала близько 3000 сімей.
У 1479–1480 рр. моравські пани встановили чіткі правила просування нижчої шляхти до своїх лав. За вирішення цього питання відповідали представники 15 старих і восьми молодших моравських династій, чиї імена були записані в книзі (Tobišovská kniha), яка була зведенням традиційного земельного права в князівстві Моравія. 
Панський стан розвивався як система вищої аристократії. У найдавнішому Чеському статуті панського стану від 18 березня 1500 року було передбачено, що ніхто не може бути підвищений до статусу пана, хто не в змозі довести приналежність свого роду до лицарства щонайменше в чотирьох попередніх поколіннях. Крім того, не тільки король, але згодом і представники іншої старої знаті повинні були схвалити можливий прийом їх до числа панів. Таких старинних панських родів у Богемії на той час було близько 30. З часом пани намагалися обмежити приплив інших родин. 
1502 року король Богемії, Угорщини, титулярний король Галичини та Володимирії Владислав Ягайло підтвердив право давніх панських родів на їхні права. Було зроблено різницю між панами "новощитними" (з новими гербами) та панами "старощитними" (більше 3 поколінь у панському стані).
Імператор Фердинанд I (1526–1564 рр.) намагався підкорити собі панський стан, обмежити їх владу та сприяв поступовому збільшенню їх контактів з двором Габсбургів. 
Після поразки повстання панів у 1547 р., Фердинанд I нав’язав більш сильну монархічну владу у Богемії. Панський стан повинен був визнати королівський апеляційний суд і погодитися на династичне спадкове право на трон Габсбургів. 
Після поразки Богемського панства у битви на Білій Горі, Габсбурги остаточно послабили вплив старої шляхти в країні.

Відповідно до оновленою земельної конституції від 10 травня 1627 року було створено нові чеські стани. На вершині стояло духовенство (архієпископ Празький, інші єпископи тощо), за ним йшло панство, яке тепер включало німецьких герцогів і князів на додаток до вільних панів і графів, за яким йшло лицарство (шляхта) з землями і, нарешті, королівські міста. З цього часу, надання королем титулу вільного пана, графа чи князя було прерогативою імператора. Зникло право спільного прийняття рішень давніх панських родів. Якщо хтось був лише лицарем, він спочатку отримував допуск до чеського панства. Лише через три покоління можна було отримати титул старочеського пана. Ті родини, де принаймні одна з панських або графських гілок клану раніше мала цей титул, були звільнені від цієї вимоги.
В результаті, попередні панські родини вже не мали права голосу в парламенті. Єдиноправне рішення короля щодо надання титулів, відкрило шлях до насилення Богемських земель іноземцями, вірними королю. Значна частина нової Богемської та Моравської знаті після битви на Білій горі походила з Німеччини, Італії, Франції та Іспанії, а менша частина — з Польщі чи Угорщини. Пізніше була додана єврейська знать. 1622 року Яків Бассеві фон Трейберг став першим євреєм, якому було надано дворянство. 
Внаслідок змін, пани та барони, потрапили в найнижчу групу аристократичного класу, після герцогів і князів. Крім того, став популярним Богемський графський клас, який раніше не був поширеним. Богемський княжий титул не присуджувався. Князі, що жили в Чехії, належали до класу імперських князів. Представниками аристократичного класу були лицарі (шляхта) у Богемії та Моравії, князі у Сілезії та барони у Верхній та Нижній Лужиці. 
На рубежі 16-17 століть панський клас почав все більше відкриватися новобагатіям, державним чиновникам із рядів нижчого дворянства і також іноземцям та євреям, які придбали власність у Богемії та Моравії. Новоспечені аристократи зайняли місце старих родин, які поволі вимирали. 
Нову шляхту спочатку приймали до Богемського баронського стану. Лише через три покоління можливо було присвоєння Старого Панства або титул Старочеського барона. 
До перших десятиліть XVII століття дев'ять із тринадцяти найвищих державних посад у Королівстві Богемія могли обіймати лише представники панського стану. Відповідна особа була членом парламенту, підлягала привілейованій юрисдикції, звільнялася від особистих податків тощо. Ця еліта в Королівстві Богемія отримала конституційний статус, який був набагато вищим за статус подібного дворянства в інших країнах. Востаннє ці права були підтверджені за Леопольда II в декреті від 12 серпня 1791 року. 
Що стосується зовнішніх церемоніальних проявів, то богемські пани мали власний прапор (хоругву) як символ, з якими брали участь в походах чи королівських церемоніях, зокрема коронації. 
Нова аристократія, яка виникла в результаті приходу до влади Габсбургів з 1620-тих років, утвердила новий економічних та соціальних стан, що правив у XVII-XVIII століттях. 
Привілейоване становище богемського панського класу закінчилося з розпуском станових класів та державною конституцією Королівства Богемія 1849 року. Однак колишні пани вважали себе захисниками та охоронцями прав Земель Богемської корони до 1918 року.